# Polycentropus morettii
Polycentropus morettii là một loài Trichoptera trong họ Polycentropodidae. Chúng phân bố ở miền Cổ bắc.